# Pfarrhaus (Bertholdsdorf)

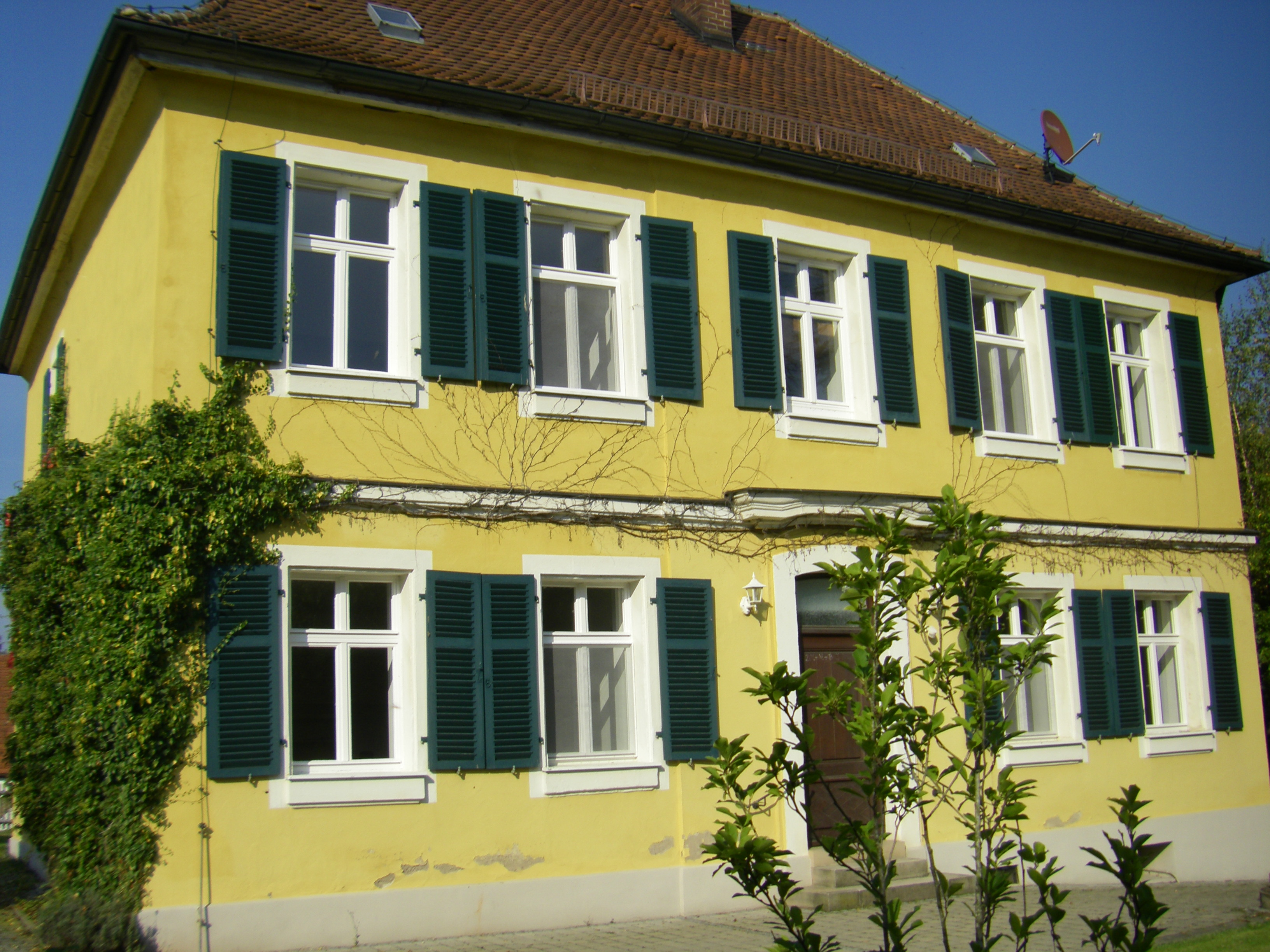
Pfarrhaus in Bertholdsdorf

Das Pfarrhaus in Bertholdsdorf, einem Stadtteil von Windsbach im mittelfränkischen Landkreis Ansbach in Bayern, wurde 1734 aus dem Material der ehemaligen Burg errichtet. Das Pfarrhaus mit der Adresse Bertholdsdorf 47 ist ein geschütztes Baudenkmal.
Der zweigeschossige Walmdachbau mit Geschossgliederung wurde vom Baumeister Johann David Steingruber (1702–1787) errichtet. 